# Liga Nacional de Guatemala 1977-78
La Liga Nacional de Guatemala 1977-78 es el vigésimo sexto torneo de Liga de fútbol de Guatemala. El campeón del torneo fue el Comunicaciones, consiguiendo su octavo título de liga.

## Formato
El campeonato se dividió en varias fases, siendo la primera los grupos regionales, dos de 6 equipos y uno de 5; del grupo de 5 clasifican 2 equipos y de los grupos de 6 clasifican 3 equipos.
La fase final, se desarrolla en una octogonal por el título; el ganador de esta liguilla se queda con el campeonato.
Durante la fase regional, los equipos se enfrentaron a sus contrincantes de grupo cuatro veces.

## Equipos participantes
| Club                         | Ciudad              | Departamento   |
| ---------------------------- | ------------------- | -------------- |
| Antigua Guatemala FC         | Antigua Guatemala   | Sacatepéquez   |
| Aurora FC                    | Ciudad de Guatemala | Guatemala      |
| Caminos                      | Chiquimula          | Chiquimula     |
| CD Cobán Imperial            | Cobán               | Alta Verapaz   |
| CSD Comunicaciones           | Ciudad de Guatemala | Guatemala      |
| CSD Galcasa                  | Villa Nueva         | Guatemala      |
| CSD Juventud Retalteca       | Retalhuleu          | Retalhuleu     |
| CSD Suchitepéquez            | Mazatenango         | Suchitepéquez  |
| Deportivo Ases del Minar     | Tiquisate           | Escuintla      |
| Deportivo Escuintla          | Escuintla           | Escuintla      |
| Juventud Católica            | Puerto Barrios      | Izabal         |
| CSD Municipal                | Ciudad de Guatemala | Guatemala      |
| CSD Tipografía Nacional      | Ciudad de Guatemala | Guatemala      |
| Universidad de San Carlos CF | Ciudad de Guatemala | Guatemala      |
| CSD Xelajú MC                | Quetzaltenango      | Quetzaltenango |
| Deportivo Zacapa             | Zacapa              | Zacapa         |

### Equipos por Departamento
| Departamento   | N.º | Equipos                                                                                      |
| -------------- | --- | -------------------------------------------------------------------------------------------- |
| Alta Verapaz   | 1   | Cobán Imperial                                                                               |
| Chiquimula     | 1   | Caminos                                                                                      |
| Escuintla      | 2   | Ases del Minar y Deportivo Escuintla                                                         |
| Guatemala      | 6   | Aurora, Comunicaciones, Galcasa, Municipal, Tipografía Nacional y Universidad de San Carlos. |
| Izabal         | 1   | Juventud Católica                                                                            |
| Quetzaltenango | 1   | Xelajú Mario Camposeco                                                                       |
| Retalhuleu     | 1   | Juventud Retalteca                                                                           |
| Sacatepéquez   | 1   | Antigua Guatemala                                                                            |
| Suchitepéquez  | 1   | Suchitepéquez                                                                                |
| Zacapa         | 1   | Zacapa                                                                                       |

## Posiciones

### Grupo Central
|  | Pos. | Equipos             | PJ | PG | PE | PP | GF | GC | Dif. | PTS | Clasificación |
|  | ---- | ------------------- | -- | -- | -- | -- | -- | -- | ---- | --- | ------------- |
|  | 1º   | Comunicaciones      | 20 | 13 | 5  | 2  | 53 | 13 | +40  | 31  | Fase final    |
|  | 2º   | Municipal           | 20 | 11 | 5  | 4  | 38 | 16 | +22  | 27  | Fase final    |
|  | 3º   | Aurora              | 20 | 9  | 6  | 5  | 26 | 16 | +10  | 24  | Fase final    |
|  | 4º   | Galcasa             | 20 | 9  | 6  | 5  | 21 | 18 | +3   | 24  |               |
|  | 5º   | Tipografía Nacional | 20 | 2  | 4  | 14 | 13 | 42 | -29  | 8   |               |
|  | 6°   | Antigua Guatemala   | 20 | 3  | 0  | 17 | 18 | 64 | -46  | 6   |               |
|  |      |                     |    |    |    |    |    |    |      |     |               |

### Grupo Suroeste
|  | Pos. | Equipos            | PJ | PG | PE | PP | GF | GC | Dif. | PTS | Clasificación |
|  | ---- | ------------------ | -- | -- | -- | -- | -- | -- | ---- | --- | ------------- |
|  | 1º   | Xelajú MC          | 20 | 12 | 7  | 1  | 30 | 12 | +22  | 31  | Fase final    |
|  | 2º   | Ases del Minar     | 20 | 10 | 5  | 5  | 35 | 23 | +12  | 25  | Fase final    |
|  | 3º   | Juventud Retalteca | 20 | 8  | 6  | 6  | 24 | 21 | +3   | 22  | Fase final    |
|  | 4º   | Escuintla          | 20 | 6  | 7  | 7  | 26 | 26 | 0    | 19  |               |
|  | 5º   | U. de San Carlos   | 20 | 5  | 7  | 8  | 21 | 29 | -8   | 17  |               |
|  | 6°   | Suchitepéquez      | 20 | 1  | 4  | 15 | 13 | 38 | -25  | 6   |               |
|  |      |                    |    |    |    |    |    |    |      |     |               |

### Grupo Noreste
|  | Pos. | Equipos           | PJ | PG | PE | PP | GF | GC | Dif. | PTS | Clasificación |
|  | ---- | ----------------- | -- | -- | -- | -- | -- | -- | ---- | --- | ------------- |
|  | 1º   | Cobán Imperial    | 18 | 9  | 5  | 4  | 31 | 23 | +8   | 23  | Fase final    |
|  | 2º   | Juventud Católica | 18 | 6  | 8  | 4  | 28 | 19 | +9   | 20  | Fase final    |
|  | 3º   | Zacapa            | 18 | 2  | 11 | 5  | 18 | 25 | -7   | 15  |               |
|  | 4º   | Caminos           | 18 | 3  | 8  | 7  | 15 | 25 | -10  | 14  |               |
|  |      |                   |    |    |    |    |    |    |      |     |               |

## Octagonal por el título
|  | Pos. | Equipos            | PJ | PG | PE | PP | GF | GC | Dif. | PTS | Clasificación                                                               |
|  | ---- | ------------------ | -- | -- | -- | -- | -- | -- | ---- | --- | --------------------------------------------------------------------------- |
|  | 1º   | Comunicaciones     | 14 | 8  | 6  | 0  | 18 | 5  | +13  | 22  | Copa de Campeones de la Concacaf 1978 Copa Fraternidad Centroamericana 1978 |
|  | 2º   | Municipal          | 14 | 10 | 1  | 3  | 30 | 11 | +19  | 21  | Copa Fraternidad Centroamericana 1978 - Primera ronda                       |
|  | 3º   | Aurora             | 14 | 8  | 4  | 2  | 22 | 7  | +15  | 20  | Copa Fraternidad Centroamericana 1978 - Primera ronda                       |
|  | 4º   | Ases del Minar     | 14 | 4  | 3  | 7  | 13 | 15 | -2   | 11  | Copa Fraternidad Centroamericana 1978 - Primera ronda                       |
|  | 5º   | Xelajú MC          | 14 | 4  | 3  | 7  | 10 | 19 | -8   | 10  |                                                                             |
|  | 6º   | Juventud Católica  | 14 | 2  | 6  | 6  | 6  | 15 | -9   | 10  |                                                                             |
|  | 7°   | Juventud Retalteca | 14 | 1  | 7  | 6  | 16 | 25 | -9   | 9   |                                                                             |
|  | 8º   | Cobán Imperial     | 14 | 3  | 2  | 9  | 11 | 29 | -18  | 8   |                                                                             |
|  |      |                    |    |    |    |    |    |    |      |     |                                                                             |

## Campeón
| Campeón Temporada 1977-78 |
| Comunicaciones 8º Título  |
| ------------------------- |